# توری بلیچی
سالواتوره «توری» پل بلیچی (انگلیسی: Salvatore "Tory" Paul Belleci؛ زادهٔ ۳۰ اکتبر ۱۹۷۰) شخصیت تلویزیونی آمریکایی است که به خاطر برنامه تلویزیونی شبکه دیسکاوری به نام افسانه‌زدایان شناخته می‌شود. او همچنین با اینداستریال لایت اند مجیک در فیلم‌هایی همچون جنگ ستارگان: قسمت اول – تهدید شبح و جنگ ستارگان: قسمت دوم – حمله کلون‌ها کار کرده‌است.